# Medicine (rivista di Elsevier)
Medicine è una rivista di articoli di revisione, basata sull'evidenza e in continuo aggiornamento, che tratta di medicina interna e delle relative specialità. È stata fondata da Simon Campbell-Smith nel 1972 ed è pubblicata dalla Medicine Publishing. Il caporedattore è Allister Vale (City Hospital, Birmingham).

## Finalità
La rivista si propone di trattare i fondamenti della medicina interna in modo sistematico durante un ciclo quadriennale ricorrente; può essere considerata un libro di testo di medicina generale pubblicato "un capitolo alla volta". Tratta gli argomenti a un livello adeguato ai non specialisti, fornendo ai medici informazioni cliniche aggiornate e comprensibili. Si rivolge in particolare ai tirocinanti in medicina interna e nelle relative specialità che si stanno 
preparando per gli esami post-laurea.
Gli abstract e gli articoli della rivista sono indicizzati da Scopus e Embase.

## Capiredattori
Le seguenti persone sono state capiredattori ("presidenti del comitato di redazione") della rivista:
- Sir John McMichael FRS (1972–1978)
- Sir John Badenoch (1979–1996)[2][3][4]
- Alasdair Geddes (1996–2002)
- Allister Vale (2003–).